# Mithat Ertuğ
Mithat Ertuğ (* 2. Februar 1904 in Istanbul; † 1983) war ein türkischer Fußballspieler. Durch seine langjährige Tätigkeit für Galatasaray Istanbul und als dessen Eigengewächs wird er mit diesem Verein assoziiert. Er gehörte jener Galatasaray-Mannschaft an, die in den 1920er Jahren den türkischen Fußball dominierte und fünf von acht möglichen Istanbuler Meisterschaften holte.

## Spielerkarriere

### Verein
Ertuğ besuchte das renommierte Galatasaray-Gymnasium und spielte hier in der Jugendabteilung des Traditionsvereins Galatasaray Istanbul – jenes Vereins, der von Schülern des Galatasaray-Gymnasiums gegründet wurde. Im Laufe der Saison 1923/24 wurde er als 19-Jähriger in den Profikader aufgenommen und kam in dieser Spielzeit in vier Spielen der İstanbul Ligi (dt. Istanbuler Liga) zum Einsatz. Da damals in der Türkei keine landesübergreifende Profiliga existierte, existierten stattdessen in den Ballungszentren wie Istanbul, Ankara und Izmir regionale Ligen, von denen die İstanbul Ligi (auch İstanbul Futbol Ligi genannt) als die Renommierteste galt. Nachdem seine Mannschaft die Meisterschaft dieser Saison im letzten Ligaspiel an den Erzrivalen Beşiktaş Istanbul vergeben hatte, gelang in der Saison 1924/25 der erste Titelgewinn in dieser neu-formierten Liga.
Ertuğ spielte bis zum Sommer 1932 für Galatasaray und konnte bis zu diesem Zeitpunkt mit seinem Verein vier weitere Male die Istanbuler Meisterschaft holen.

### Nationalmannschaft
Ertuğ begann seine Nationalmannschaftskarriere 1924 mit einem Einsatz für die türkische Nationalmannschaft im Testspiel gegen die Nationalmannschaft der UdSSR. Bis zum April 1932 absolvierte er sieben weitere Partien.

## Erfolge
Mit Galatasaray Istanbul
- Meister der İstanbul Futbol Ligi: 1924/25, 1925/26, 1926/27, 1928/29, 1930/31
- Sieger im Gazi Büstü: 1928/29